# Betriebsgefahr
Unter der Betriebsgefahr versteht man die von einer technischen Anlage oder von Tieren ausgehende latente Gefahr, die deren Betrieb oder Tierhaltung mit sich bringt und zu einer Gefährdung von Personen oder Sachen führen kann.

## Allgemeines
Betriebsgefahren gehen von Großanlagen wie Erdölraffinerien, aber auch vom Betrieb von Eisenbahnen oder dem Betrieb von Kraftfahrzeugen aus. Betriebsgefahr ist bereits die latent innewohnende Gefährlichkeit; die Anlage muss also nicht in Betrieb sein. So ist beispielsweise ein Kraftfahrzeug in Betrieb, solange es sich im Verkehr befindet und damit andere Verkehrsteilnehmer – wenn auch nur abstrakt – gefährdet. Es muss sich im öffentlichen Verkehrsbereich bewegen oder in verkehrsbeeinflussender Weise ruhen. Daher sind nicht nur die auf der Straße fahrenden Fahrzeuge in Betrieb, sondern auch im öffentlichen Verkehrsraum abgestellte oder aufgrund einer Panne liegen gebliebene Fahrzeuge. Der Bundesgerichtshof (BGH) geht in diesem Urteil davon aus, dass der Betrieb eines Kraftfahrzeugs in der Regel nicht unterbrochen ist, wenn das Fahrzeug mit abgestelltem Motor auf der Fahrbahn anhält.

## Arten
Je nach Intensitätsgrad der Betriebsgefahr unterscheidet man:
- Die einfache Betriebsgefahr, die mit dem Betrieb einer Anlage verbunden ist;
- die allgemeine Betriebsgefahr, die regelmäßig mit dem Betrieb einer Anlage verbunden ist und
- die erhöhte Betriebsgefahr, wenn die allgemeine Betriebsgefahr durch besondere Umstände vergrößert wird.

Die Arten unterscheiden sich graduell durch das mögliche Ausmaß der potenziellen Betriebsgefahr.

## Rechtsfragen
Die klassische Betriebsgefahr ging ursprünglich von Eisenbahnen aus, so dass das „Reichseisenbahngesetz“ diese Thematik erstmals im Juni 1876 aufgriff. Dass Dampflokomotiven Funken sprühten und damit eine latente Brandgefahr für die Umgebung darstellten, war nach damaligem Stand der Technik unvermeidbar. Alle anderen Rechtsgebiete bedienten sich später mit gleichlautenden Formulierungen dieser Vorschrift.
Allgemeines
Die Betriebsgefahr ist eine Gefährdungshaftung, bei welcher der Inhaber der Anlage auch ohne eigenes Verschulden haftpflichtig ist. Ausgenommen ist die Gefährdungshaftung bei höherer Gewalt. Zwischen dem Betrieb der Anlage und einem entstandenen Schaden muss adäquate Kausalität bestehen, die Anlage muss den Schaden verursacht haben. Außerdem muss ein Unfall vorliegen, also ein plötzliches, zeitlich und räumlich unmittelbar mit dem Betrieb der Gefahrenquelle zusammenhängendes Ereignis.
Anlagenhaftung bei Umwelteinwirkungen
Wird durch eine Umwelteinwirkung, die von einer Anlage ausgeht, jemand getötet, sein Körper oder seine Gesundheit verletzt oder eine Sache beschädigt, so ist der Inhaber der Anlage verpflichtet, dem Geschädigten den daraus entstehenden Schaden zu ersetzen (§ 1 UmweltHG). Das gilt auch für die Umwelteinwirkung von einer noch nicht fertiggestellten Anlage, wenn dies auf Umständen beruht, die die Gefährlichkeit der Anlage nach ihrer Fertigstellung begründen (§ 2 Abs. 1 UmweltHG). Eine Umwelteinwirkung liegt nach § 3 Abs. 1 UmweltHG vor, wenn sie durch Dämpfe, Druck, Erschütterungen, Gase, Geräusche, Stoffe, Strahlen, Wärme oder sonstige Erscheinungen verursacht wird, die sich in Boden, Luft oder Wasser ausgebreitet haben.
Eisenbahnen
Ursprüngliches Rechtsobjekt der Gefährdungshaftung war die Eisenbahn. Wird nach § 1 Abs. 1 HaftPflG bei dem Betrieb einer Schienenbahn oder einer Schwebebahn ein Mensch getötet, der Körper oder die Gesundheit eines Menschen verletzt oder eine Sache beschädigt, so ist der Betriebsunternehmer dem Geschädigten zum Ersatz des daraus entstehenden Schadens verpflichtet.
Energieversorgung
Wird nach § 2 Abs. 1 HaftPflG durch die Wirkungen von Elektrizität, Gasen, Dämpfen oder Flüssigkeiten, die von einer Stromleitungs- oder Rohrleitungsanlage oder einer Energieversorgungsanlage zur Abgabe der bezeichneten Energien oder Stoffe ausgehen, ein Mensch getötet, der Körper oder die Gesundheit eines Menschen verletzt oder eine Sache beschädigt, so ist der Inhaber der Anlage verpflichtet, den daraus entstehenden Schaden zu ersetzen.
Gentechnik
Wird infolge von Eigenschaften eines Organismus, die auf gentechnischen Arbeiten beruhen, jemand getötet, sein Körper oder seine Gesundheit verletzt oder eine Sache beschädigt, so ist der Betreiber verpflichtet, den daraus entstehenden Schaden zu ersetzen (§ 32 Abs. 1 GenTG).
Kernanlagen
Beruht ein Schaden auf einem von einer Kernanlage ausgehenden nuklearen Ereignis, so gelten für die Haftung des Inhabers der Kernanlage die Vorschriften des Atomgesetzes (AtG; § 33 Abs. 1 AtG). Sind für einen Schaden, der durch ein nukleares Ereignis oder in sonstiger Weise durch die Wirkung eines Kernspaltungsvorgangs oder der Strahlen eines radioaktiven Stoffes oder durch die von einem Beschleuniger ausgehende Wirkung ionisierender Strahlen verursacht ist, mehrere einem Dritten kraft Gesetzes zum Schadensersatz verpflichtet, so haften sie, sofern sich nicht aus Artikel 5 Abs. d des Pariser Übereinkommens etwas anderes ergibt, dem Dritten gegenüber als Gesamtschuldner (§ 33 Abs. 1 AtG).
Kraftfahrzeuge
Wird nach § 7 Abs. 1 StVG bei dem Betrieb eines Kraftfahrzeugs ein Mensch getötet, der Körper oder die Gesundheit eines Menschen verletzt oder eine Sache beschädigt, so ist der Fahrzeughalter verpflichtet, dem Verletzten den daraus entstehenden Schaden zu ersetzen. Der Betrieb eines Kraftfahrzeugs ist jedwedes Einwirken des Fahrzeugs auf den Straßenverkehr und umfasst das Versetzen in betriebsbereiten Zustand (Umdrehen des Zündschlüssels, Lösen der Handbremse und anderes), die eigentliche Inbetriebnahme (Starten des Motors), das Führen von Kraftfahrzeugen (das Fahrzeug in Bewegung setzen oder in Bewegung halten, auch das Abschleppen und Anschleppen, das Parken, Ein- und Aussteigen, Be- und Entladen oder das bloße Anschieben). Ragt ein parkendes Fahrzeug so in den Verkehrsraum, dass ein vorbeifahrendes Fahrzeug auf die andere Straßenseite gerät und dort mit dem Gegenverkehr kollidiert, so dauert die Betriebsgefahr des parkenden Fahrzeugs fort. Jedes im öffentlichen und privaten Verkehrsraum abgestellte, haltende oder parkende Fahrzeug ist solange in Betrieb, bis die hierdurch entstandene Gefahrenlage beseitigt ist.
Damit nicht auch unverschuldete Unfälle eine Haftpflicht auslösen, gilt der Grundsatz, dass fremdes, grobes Verschulden die Betriebsgefahr überlagert. Allerdings verbleibt es oft beim Mitverschulden, lediglich beim „unabwendbaren Unfall“ entfällt diese Mithaftung. Dann fällt lediglich die Betriebsgefahr des auffahrenden Fahrzeugs ins Gewicht. Nicht von der Gefährdungshaftung erfasst sind Fahrzeuge, die auf ebener Bahn mit keiner höheren Geschwindigkeit als 20 Kilometer in der Stunde fahren können (§ 8 StVG), also beispielsweise der E-Scooter.
Luftfahrzeuge
Bei Luftfahrzeugen tritt hinzu, dass die Betriebsgefahr dadurch erheblich erhöht ist, dass zu der bestimmungsgemäßen Betriebskraft des Motors noch die Triebkraft der Luft tritt. Ein Beginn des Betriebes, „sobald der Motor in Gang gesetzt ist“, scheidet aus, weil eine Betriebsgefahr schon verwirklicht ist, sobald das Flugzeug der Einwirkung des Windes auf seine Flächen ausgesetzt ist. Weitere Betriebsgefahren, die für das Luftfahrzeug besonders eigentümlich sind, sind das Verweilen in der Luft und die besonderen Gefahren der Landung. Wird unter diesen Voraussetzungen beim Betrieb eines Luftfahrzeugs durch Unfall jemand getötet, sein Körper oder seine Gesundheit verletzt oder eine Sache beschädigt, so ist der Halter des Luftfahrzeugs gemäß § 33 Abs. 1 LuftVG verpflichtet, den Schaden zu ersetzen.
Tierhalterhaftung
Wird durch ein Tier ein Mensch getötet oder der Körper oder die Gesundheit eines Menschen verletzt oder eine Sache beschädigt, so ist gemäß § 833 BGB der Tierhalter verpflichtet, dem Verletzten den daraus entstehenden Schaden zu ersetzen. Die Ersatzpflicht tritt nicht ein, wenn der Schaden durch ein Haustier verursacht wird, das dem Beruf, der Erwerbstätigkeit oder dem Unterhalt des Tierhalters zu dienen bestimmt ist, und entweder der Tierhalter bei der Beaufsichtigung des Tieres die im Verkehr erforderliche Sorgfalt beobachtet oder der Schaden auch bei Anwendung dieser Sorgfalt entstanden sein würde.
Wasserfahrzeuge
Mit Wasserfahrzeugen verbundene Betriebsgefahren werden in der weltweiten Berufsschifffahrt im Rahmen der international durchgeführten Hafenstaatkontrolle beaufsichtigt, um Gefahren auch für die Schiffsbesatzung und die Meere rechtzeitig erkennen und abwenden zu können.

## International
In der Schweiz ist ein Motorfahrzeug in Betrieb, wenn die maschinellen Einrichtungen (Motor, Scheinwerfer u. a.) eingeschaltet sind, sodann durch die dadurch bewirkte kinetische Energie eine Betriebsgefahr für andere Verkehrsteilnehmer geschaffen worden ist und diese sich letztlich verwirklicht hat. Die konkrete Betriebsgefahr wird durch die Geschwindigkeit, die Masse und die Dimensionen des Motorfahrzeuges bestimmt. Anders als in Deutschland liegt keine Betriebsgefahr vor, wenn das Fahrzeug ruht.
In Österreich ist eine Schädigung „durch einen Unfall beim Betrieb eines Kraftfahrzeuges“ erforderlich (§ 1 EKHG). Ein Unfall ereignet sich dann beim Betrieb, wenn „zwischen dem Betrieb und dem Unfall nicht nur ein adäquat kausaler Zusammenhang, sondern auch ein Gefahrenzusammenhang“ besteht. Dabei ist ein Kraftfahrzeug jedenfalls schon dann in Betrieb, wenn es in Bewegung ist, auch wenn der Motor nicht läuft. Die Haftung entfällt jedoch, wenn der Unfall durch ein unabwendbares Ereignis verursacht wurde, das weder auf einem Fehler in der Beschaffenheit noch auf einem Versagen der Verrichtungen des Kraftfahrzeuges beruhte (§ 9 Abs. 1  EKHG), außerdem muss der Halter alle erdenkliche Sorgfalt eingehalten haben (§ 9 Abs. 2 EKHG).